# NHL 1965/66
Die NHL-Saison 1965/66 war die 49. Spielzeit in der National Hockey League. Sechs Teams spielten jeweils 70 Spiele. Den Stanley Cup gewannen die Montréal Canadiens nach einem 4:2-Erfolg in der Finalserie gegen die Detroit Red Wings. Der „Golden Jet“ Bobby Hull setzte neue Scoring-Rekorde mit 54 Toren (davon 22 im Powerplay) und 97 Punkten in einer Saison. Die NHL verkündete, dass ab der übernächsten Saison sechs weitere Teams am Spielbetrieb teilnehmen würden. In Buffalo und Vancouver war die Enttäuschung groß, da diese beiden Städte nicht berücksichtigt wurden.

## Reguläre Saison

### Abschlusstabelle
Abkürzungen: W = Siege, L = Niederlagen, T = Unentschieden, GF= Erzielte Tore, GA = Gegentore, Pts = Punkte
|                     | W  | L  | T  | GF  | GA  | Pts |
| ------------------- | -- | -- | -- | --- | --- | --- |
| Montréal Canadiens  | 41 | 21 | 8  | 239 | 173 | 90  |
| Chicago Blackhawks  | 37 | 25 | 8  | 240 | 187 | 82  |
| Toronto Maple Leafs | 34 | 25 | 11 | 208 | 187 | 79  |
| Detroit Red Wings   | 31 | 27 | 12 | 221 | 194 | 74  |
| Boston Bruins       | 21 | 43 | 6  | 211 | 275 | 48  |
| New York Rangers    | 18 | 41 | 11 | 195 | 261 | 47  |

### Beste Scorer
Abkürzungen: GP = Spiele, G = Tore, A = Assists, Pts = Punkte
| Spieler         | Team       | GP | G  | A  | Pts |
| --------------- | ---------- | -- | -- | -- | --- |
| Bobby Hull      | Chicago    | 65 | 54 | 43 | 97  |
| Stan Mikita     | Chicago    | 68 | 30 | 48 | 78  |
| Bobby Rousseau  | Montreal   | 70 | 30 | 48 | 78  |
| Jean Béliveau   | Montreal   | 67 | 29 | 48 | 77  |
| Gordie Howe     | Detroit    | 70 | 29 | 46 | 75  |
| Norm Ullman     | Detroit    | 70 | 31 | 41 | 72  |
| Alex Delvecchio | Detroit    | 59 | 31 | 38 | 69  |
| Bob Nevin       | NY Rangers | 69 | 29 | 33 | 62  |
| Henri Richard   | Montreal   | 62 | 22 | 39 | 61  |
| Murray Oliver   | Boston     | 70 | 18 | 42 | 60  |

## Stanley-Cup-Playoffs
|  | Halbfinale | Halbfinale            | Halbfinale |  |  | Stanley-Cup-Finale | Stanley-Cup-Finale    | Stanley-Cup-Finale |
|  |            |                       |            |  |  |                    |                       |                    |
|  |            |                       |            |  |  |                    |                       |                    |
|  | 1          | Canadiens de Montréal | 4          |  |  |                    |                       |                    |
|  | 3          | Toronto Maple Leafs   | 0          |  |  |                    |                       |                    |
|  |            |                       |            |  |  | 1                  | Canadiens de Montréal | 4                  |
|  |            |                       |            |  |  | 4                  | Detroit Red Wings     | 2                  |
|  | 2          | Chicago Black Hawks   | 2          |  |  |                    |                       |                    |
|  | 4          | Detroit Red Wings     | 4          |  |  |                    |                       |                    |
|  |            |                       |            |  |  |                    |                       |                    |

## NHL-Auszeichnungen
| Art Ross Trophy:              | Bobby Hull, Chicago Blackhawks                     |
| Calder Memorial Trophy:       | Brit Selby, Toronto Maple Leafs                    |
| Hart Memorial Trophy:         | Bobby Hull, Chicago Blackhawks                     |
| Lady Byng Memorial Trophy:    | Alex Delvecchio, Detroit Red Wings                 |
| Vezina Trophy:                | Gump Worsley und Charlie Hodge, Montréal Canadiens |
| James Norris Memorial Trophy: | Jacques Laperrière, Montréal Canadiens             |